# Dunstanoides kochi
Dunstanoides kochi is een spinnensoort uit de familie Desidae. De soort komt voor in Nieuw-Zeeland.